# Henri Maquet
Henri Maquet (Avennes, 30 augustus 1839 - Brussel, 27 november 1909) was een Belgisch architect. Hij bouwde een eclectisch oeuvre en werkte voor koning Leopold II.

## Loopbaan
Na een opleiding in Luik, vervolgens aan de Academie van Brussel en ten slotte in het atelier van Henri Beyaert, begon Maquet een loopbaan in dienst van de Commissie voor Monumenten en Landschappen en begin 20e eeuw van koning Leopold II.

## Realisaties

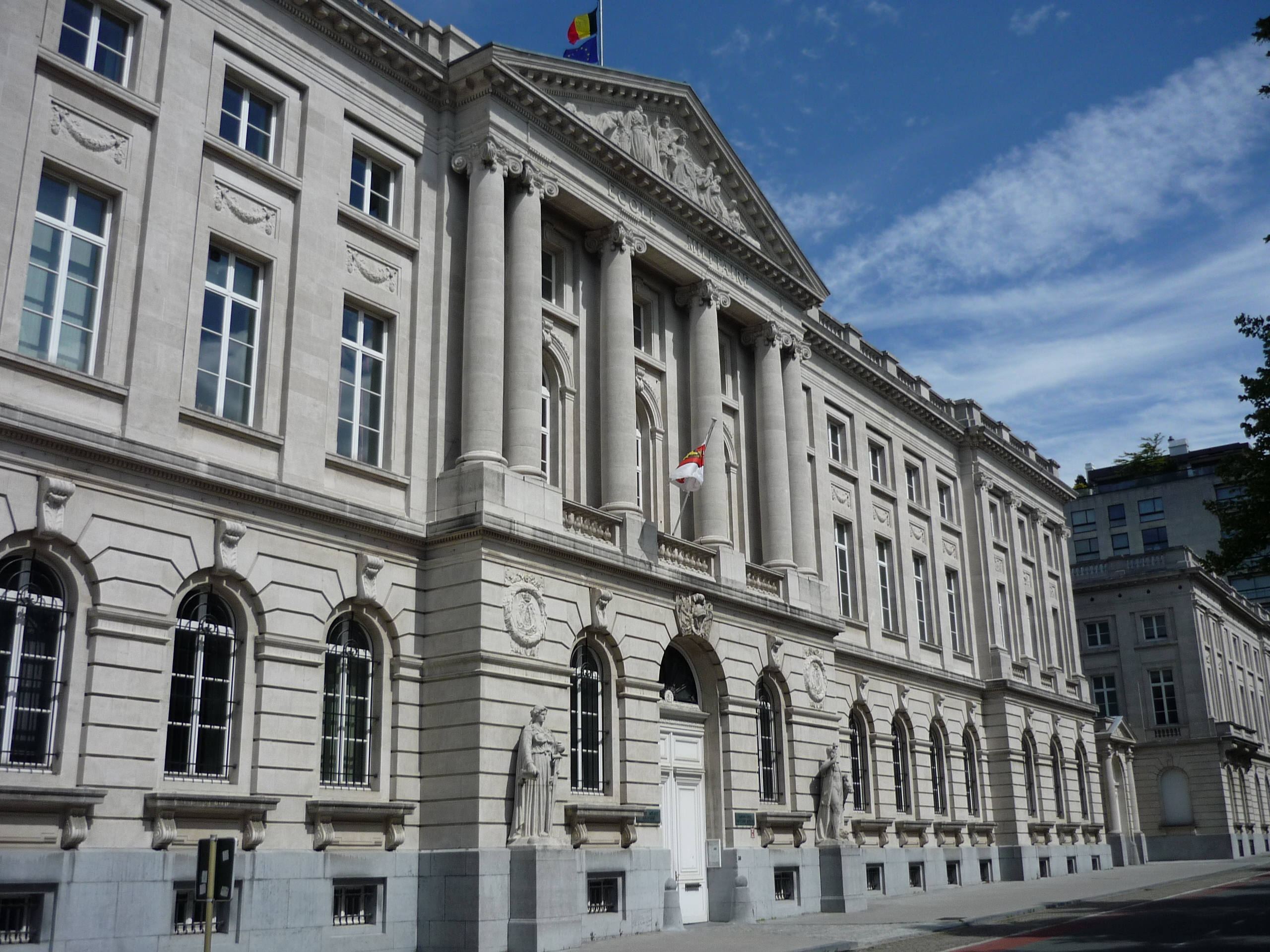
Koninklijke Militaire School (1909) in samenwerking met Henri Van Dievoet

- 1874: herenhuis in Lodewijk XVI-stijl voor Chrétien Dansaert (Bischoffsheimlaan 32, Brussel). Later werd het de woning van notaris Albert Poelaert.
- 1880-1881: plan voor een brede verbindingslaan van het Koninklijk Paleis naar het Centraal Station
- 1891: Hôtel de Prelle de la Nieppe (Louizalaan 58, Brussel)
- 1896-1897: serres in de Tuinen van de Bloemist, hoveniershuizen en brug over de Witte-Acacialaan (afgebroken)
- 1900-1903: Venetiaanse Gaanderijen, Oostende
- 1902: herbouwen van de Cameliaserre tot Maquetserre en vermoedelijk toevoegen van de Nieuwe Oranjerie in de Koninklijke Serres van Laken
- 1903: voorgevel van het Koninklijk Paleis van Brussel
- 1907: werken in het Warandepark, Brussel
- 1908: maquette voor de Kunstberg
- 1909: Koninklijke Militaire School aan de Renaissancelaan in Etterbeek (met Henri Van Dievoet)

- International Standard Name Identifier: 0000 0001 0147 2155
- Union List of Artist Names: 500236710
- Virtual International Authority File: 315532663